# Feuerkorb (Heraldik)
Der Feuerkorb ist in der Heraldik eine wenig gebräuchliche Wappenfigur.
Als andere Bezeichnung wird der Begriff Pechkorb und für den leeren Korb auch Strohkorb verwendet. Es wird zwischen zwei Darstellungen unterschieden: Es wird nur der leere Feuerkorb oder der Korb mit aus ihm emporzüngelnden Flammen im Wappen und/oder im Oberwappen dargestellt.
Alle heraldischen Farben sind möglich, aber Schwarz und die Metalle werden bevorzugt. Die Flammen sind mehrheitlich in Rot. Abweichungen und besondere Formen und Lagen sind in der Wappenbeschreibung zu erwähnen. Als Grundform und Lage kann die Darstellung im Wappen von Becherbach (Pfalz) angenommen werden:

Becherbach (Pfalz)
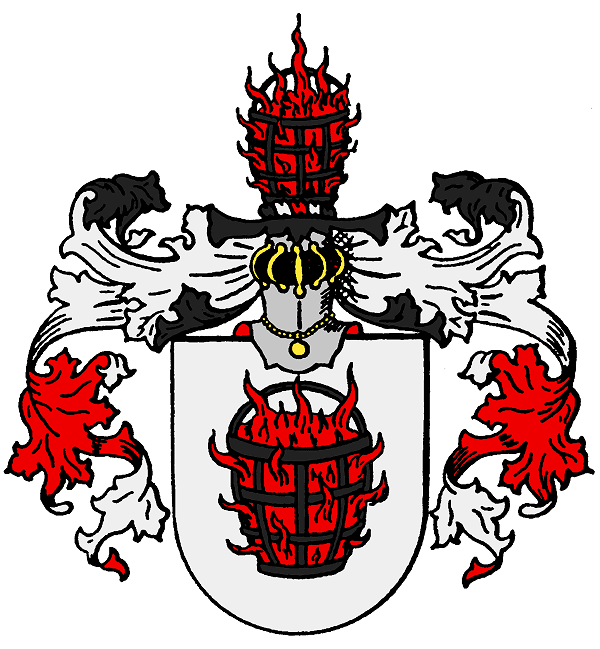
Wappen des preußischen Adelsgeschlechts Proeck
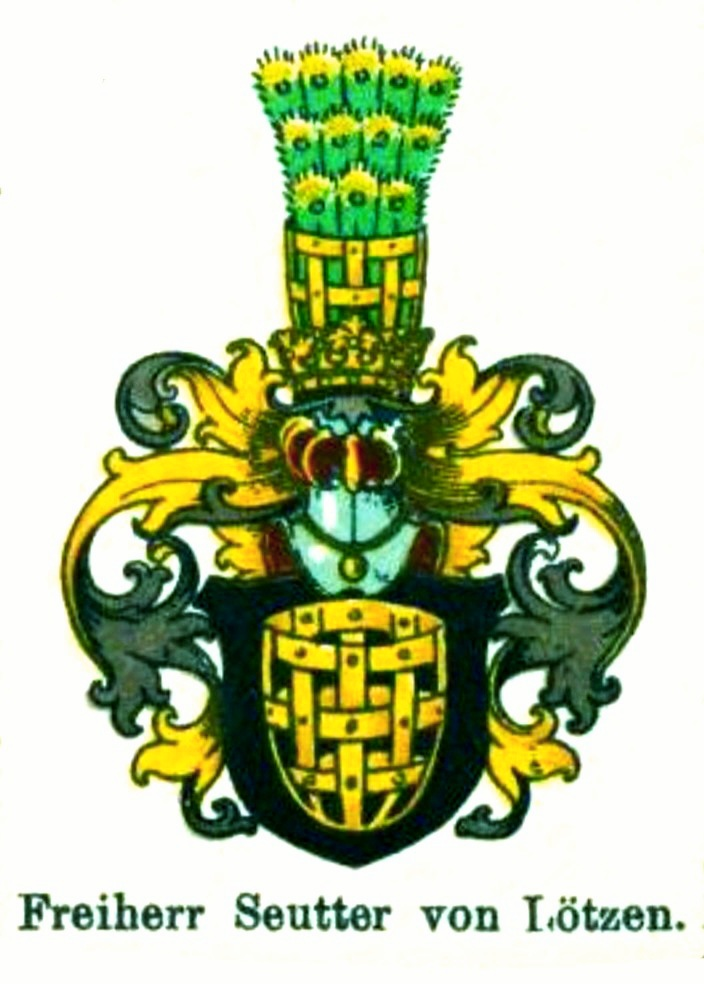
Wappen 1559 der Herren Seutter von Loetzen
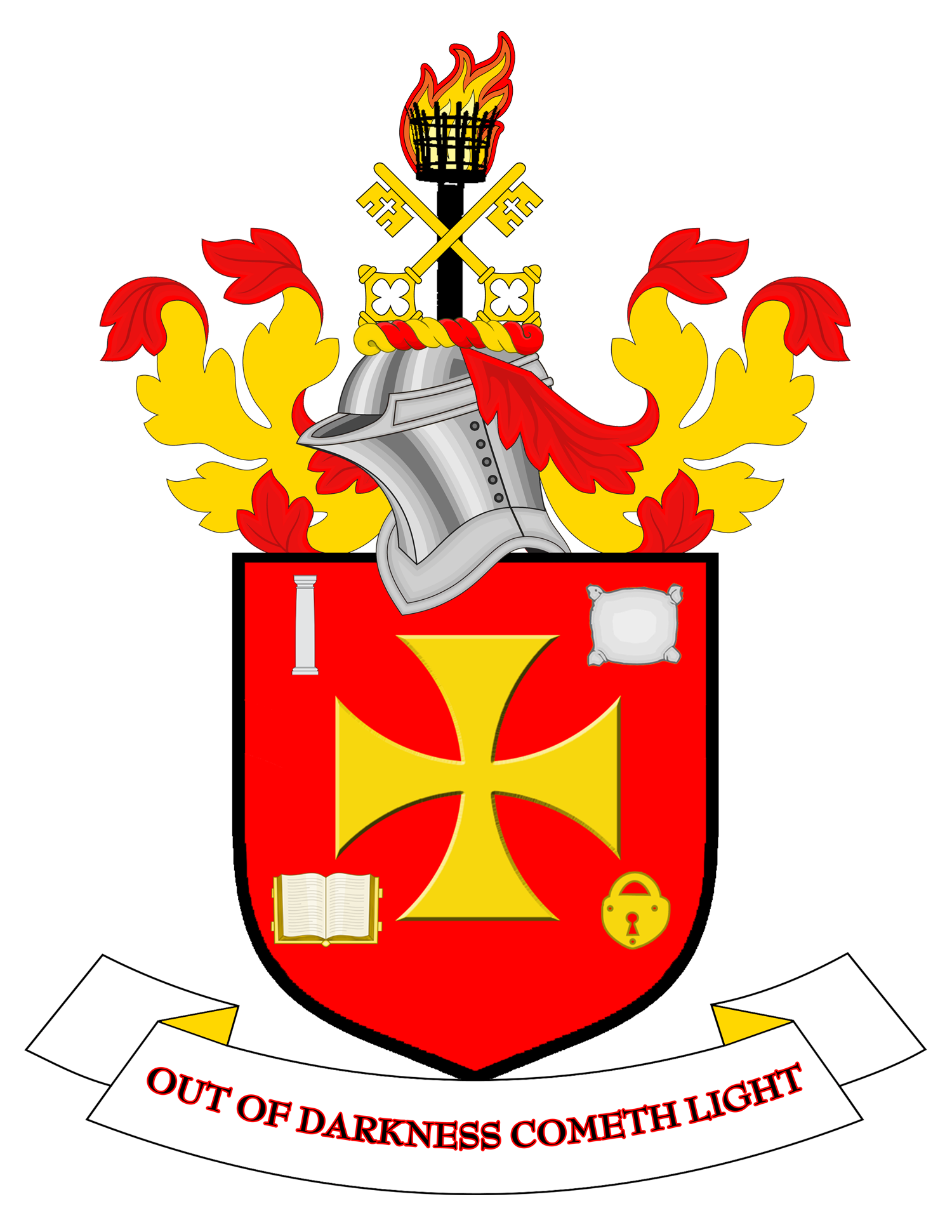
Wolverhampton mit aufgestielten Feuerkorb.

Schild und Oberwappen der Seuter in Kempten und ihrer Nachkommen, der Seutter von Loetzen in Kempten, Ulm und Lindau, sowie – nach dem Ende des römisch-deutschen Reichs – in den Königreichen Bayern und Württemberg und im Großherzogtum Baden, zeigen einen geflochtenen aufrecht stehenden und oben offenen goldenen Korb (ohne Feuer und Flammen). Manche Heraldiker bezeichnen diesen Korb als Feuerkorb. Siebmacher und Kneschke nennen und zeichnen eine Fischreuse. Auch Otto Titan von Hefner spricht von einer Fischreuse und schließt geradezu aus, dass es sich um einen Feuerkorb handeln könnte. Bestimmend für das Wappen sind aber die kaiserlichen Wappenbriefe aus 1491, 1532 und 1559, bzw. die darin enthaltenen Blasonierungen, und diese nennen den Korb explizit einen Rossmaulkorb (vgl. Fressbremse für Pferde), wie auch spätere Dokumente und zum Beispiel das Baselische Lexikon von 1744. Auch ist Vorsicht geboten, da das hier gezeigte Wappen kein freiherrliches Wappen ist, wie die abgebildete Beschriftung glauben macht: Die Freiherren Seutter von Lötzen des 19. Jahrhunderts führten jedenfalls ein anderes Wappen. 
Weitere widersprüchliche Angaben zur Wappenfigur Feuerkorb findet man u. a. im Hauptwerk von Carl Mayer von Mayerfels. Er schreibt: „Auch der Korb oder Feuerkorb der Pöllnitz von Asbach scheint mir weit eher ursprünglich ein Federkorb gewesen zu sein, d. h. ein Kleinodköcher zur Fassung eines Büschels gelber oder feuerfarbener Federn, und dürfte erst durch späteres Missverständnis eine Umwandlung erlitten haben. - Federköcher und Federkörbe findet man in der frühesten Zeit nicht besonders häufig, während sie im XV. Jahrhundert und später, beim öfteren Auftreten des Federschmuckes überhaupt, eine sehr gewöhnliche und beliebte Helmzierde wurden.“ ( Seite 152) – Und weiters: „Irgendwo anders fand ich gar den Feuerkorb (Pechpfanne) der Winkelhausen als einen ‚Himmels-Globus‘ blasoniert!“ ( Seite 276)